# 5226 Pollack
5226 Pollack este un asteroid din centura principală de asteroizi.

## Descriere
5226 Pollack este un asteroid din centura principală de asteroizi. A fost descoperit pe 28 noiembrie 1983 la Stația Anderson Mesa de Edward L. G. Bowell. El prezintă o orbită caracterizată de o semiaxă mare de 2,33 ua, o excentricitate de 0,09 și o înclinație de 10,5° în raport cu ecliptica.